# Ильинка (Данковский район)
Ильинка — деревня Спешнево-Ивановского сельсовета Данковского района Липецкой области.

## География
Ильинка находится между деревней Ольгино (на западе) и селом Ярославы (на востоке). Через деревню проходит автомобильная дорога 42К-122.

## Население
| 2010 |
| ---- |
| 4    |